# Echeta dichroma
Echeta dichroma är en fjärilsart som beskrevs av Adalbert Seitz 1921. Echeta dichroma ingår i släktet Echeta och familjen björnspinnare. Inga underarter finns listade i Catalogue of Life.